# NMS Delfinul
Lo NMS Delfinul fu un sommergibile della Marina militare romena, unico della sua classe, costruito in Italia tra il 1930 e il 1936; fu il primo battello subacqueo a entrare in servizio con la Marina della Romania.
Attivo durante la seconda guerra mondiale nel teatro del Mar Nero, il sommergibile compì varie missioni contro il traffico sovietico nel bacino; con la resa della Romania nell'agosto 1944 il sommergibile fu consegnato ai sovietici, ma ormai in pessimo stato di manutenzione e non più utilizzabile fu dismesso dal servizio e avviato alla demolizione.

## Storia
Impostata nei Cantiere navale di Fiume nel giugno 1927, l'unità fu varata 22 giugno 1930 con il nome di Delfinul ("delfino" in lingua romena) venendo infine consegnata alle autorità romene nel maggio 1936, dopo una serie di contenziosi con la ditta costruttrice. Il progetto del sommergibile era basato su quello della classe Sirena della Regia Marina, pur con varie modifiche: si trattava di un battello a propulsione convenzionale diesel-elettrica, lungo 68 metri, largo 5,9 metri e con un pescaggio di 3,6 metri; il dislocamento in superficie era di 650 tonnellate e quello in immersione di 900 tonnellate, mentre la velocità raggiungeva i 14 nodi in emersione e i 9 nodi in immersione. L'armamento si basava su un cannone da 102 mm sul ponte e sei tubi lanciasiluri da 533 mm, quattro a prua e due a poppa; l'equipaggio ammontava a 40 tra ufficiali e marinai.
Dopo un periodo di addestramento in Mediterraneo, il sommergibile raggiunse la base romena di Costanza il 27 giugno 1936. Alla dichiarazione di guerra della Romania all'Unione Sovietica il 22 giugno 1941, il Delfinul era l'unico battello subacqueo dell'Asse attivo nel bacino del Mar Nero, ma la sua sola presenza obbligò i sovietici a destinare cospicue forze alla costituzione di un servizio anti-sommergibili; pur esercitando così una funzione di "flotta in potenza", il Delfinul era comunque un mezzo obsoleto sotto vari punti di vista e di limitata utilità bellica. Al comando del capitano Constantin Costachescu, il Delfinul salpò per la sua prima missione di guerra già il 22 giugno, pattugliando le acque al largo di Costanza; la mattina del 26 giugno segnalò il passaggio di una squadra navale sovietica diretta a bombardare il porto, mettendo in allarme le difese costiere: nel successivo scontro il cacciatorpediniere conduttore sovietico Moskva affondò per l'urto con una mina e il paritipo Char'kov fu danneggiato dal fuoco dell'artiglieria costiera.
Tra il 10 e il 20 luglio il sommergibile pattugliò le acque a sud della penisola di Crimea e davanti alla base navale sovietica di Novorossijsk, ma dovette interrompere la missione anzitempo a causa di un guasto alla girobussola; sulla via del rientro, il 19 luglio il Delfinul tentò un attacco di superficie a un sommergibile sovietico sorpreso in emersione a est di Capo Shabla, ma dovette rinunciare dopo la comparsa in zona di due aerei non identificati. Tra il 12 e il 20 agosto il sommergibile fu inviato in missione al largo di Odessa, assediata dalle forze romene, ma la forte presenza di unità di scorta sovietiche impedì al battello di portare qualunque attacco; il 20 agosto, mentre era in navigazione in superficie al largo della Crime, il Delfinul fu attaccato con un siluro dal sommergibile sovietico M-33 che tuttavia lo mancò.

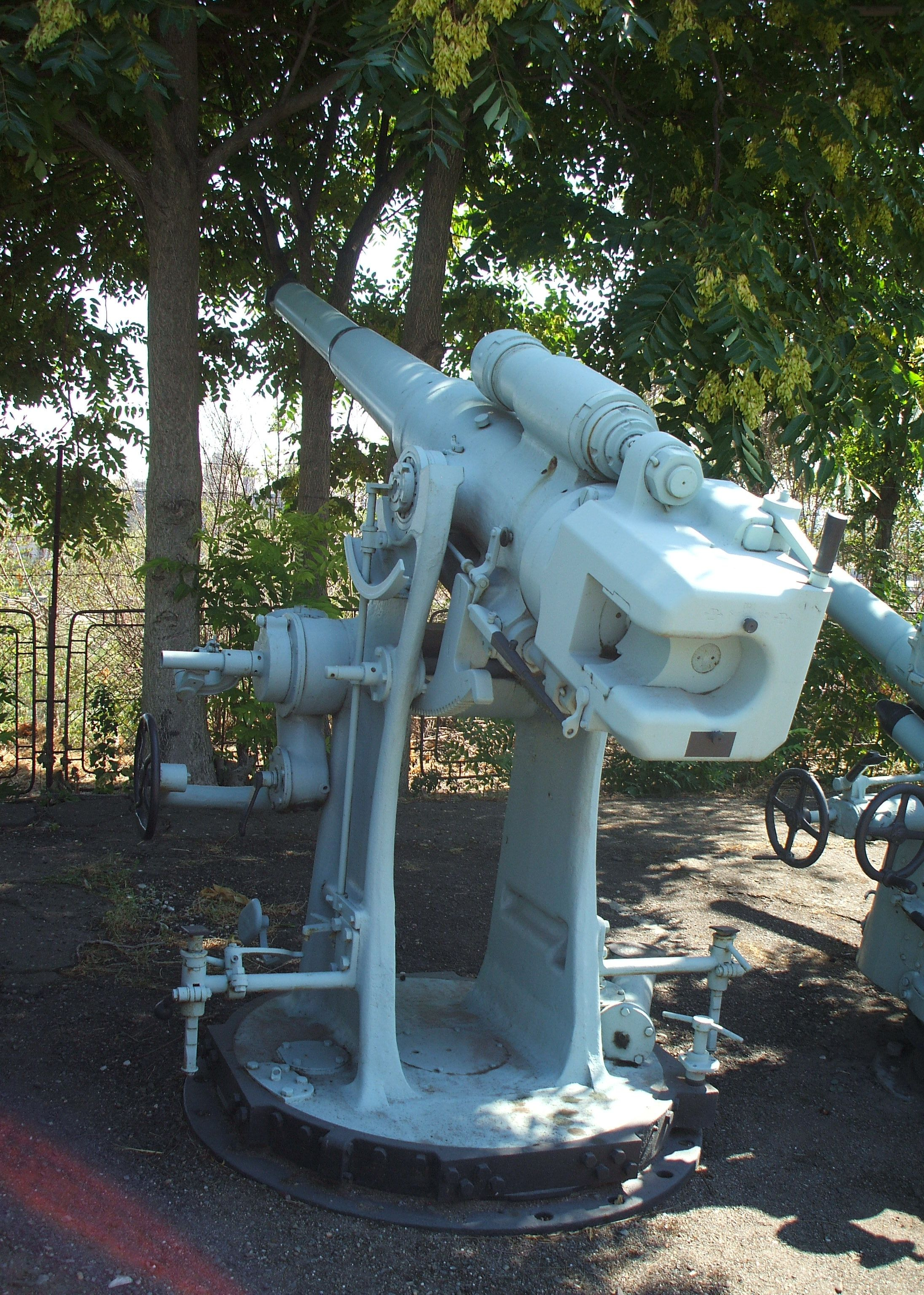
Il cannone da 102 mm del Delfinul conservato al museo della Marina romena

Dopo una nuova infruttuosa missione in settembre, durante la quale tentò più volte l'attacco a unità sovietiche venendo però sempre respinto dalle navi di scorta, il 5 novembre il Delfinul realizzò il suo primo e unico attacco con i siluri della sua vita operativa: al largo di Jalta, durante una missione di contrasto al traffico sovietico diretto a Sebastopoli, il sommergibile avvistò una grossa unità da trasporto che navigava isolata e le lanciò contro un siluro dalla distanza di 800 metri, con l'equipaggio che riferì di aver udito sia l'esplosione del siluro che una più forte detonazione seguita subito dopo. Durante le manovre di disimpegno il battello fu ripetutamente attaccato dalle unità cacciasommergibili sovietiche, con l'equipaggio che riferì del lancio di 80 o 90 bombe di profondità nell'arco di otto ore di caccia; il capitano Costachescu riuscì a portare il battello al largo delle coste della Turchia e, dopo aver dovuto affrontare una violenta tempesta, a rientrare alla base di Costanza. L'identità della nave silurata è controversa: gli storici romeni la identificano nella nave da trasporto Uralles da 1.975 tonnellate di stazza lorda, la quale tuttavia da fonti sovietiche risulterebbe affondata a Eupatoria il 29 ottobre 1941 in un'incursione aerea tedesca; sempre secondo i sovietici il posamine Ostrovsky era l'unica unità presente in zona al momento dell'attacco, ma rientrò a Sebastopoli senza incontrare problemi. Il capitano Costachescu fu insignito dell'onorificenza dell'Ordine di Michele il Coraggioso di terza classe per la sua azione.
A dicembre il battello compì due missioni di agguato lungo la rotta Batumi-Istanbul senza tuttavia trovare bersagli da attaccare; ora al comando del capitano Corneliu Lungu, il Delfinul tornò in mare nel maggio del 1942 per pattugliare la costa settentrionale della Turchia ma ancora una volta senza esito, subendo anche il 27 maggio un attacco senza conseguenze da parte di aerei sovietici. L'ultima missione di guerra del battello si svolse tra il 25 giugno e il 3 luglio 1942 nell'area a est di Jalta: scoperto da aerei sovietici, il sommergibile fu ripetutamente attaccato da aeroplani e motosiluranti tra il 27 maggio e il 1º luglio subendo vari danni che lo obbligarono a rientrare a Costanza. Messo in cantiere per le riparazioni e la manutenzione di routine a Galați il 3 luglio 1942, il Delfinul non rientrò più in servizio: il 23 agosto 1944, con la resa della Romania, il battello fu confiscato dalle autorità sovietiche e immesso in servizio con la Flotta del Mar Nero sotto il nome di TS-3, ma stante il suo cattivo stato di manutenzione fu utilizzato solo come fonte di pezzi di ricambio, venendo riconsegnato alla Marina romena il 12 ottobre 1945 praticamente ridotto a un relitto; dopo un limitato impiego come unità civile da parte dell'Istituto Romeno di Ricerche Navali, lo scafo fu infine avviato alla demolizione nel 1970.
Il cannone, parte dei motori e varie apparecchiature interne del sommergibile sono conservate nel museo della Marina romena di Costanza; il nome Delfinul fu poi conferito a un sottomarino classe Kilo acquistato dalla Romania nel 1985.